# (2924) Mitake-mura
(2924) Mitake-mura est un astéroïde de la ceinture principale.

## Description
(2924) Mitake-mura est un astéroïde de la ceinture principale. Il fut découvert le 18 février 1977 à observatoire de Kiso par Hiroki Kosai et Kiichiro Hurukawa. Il présente une orbite caractérisée par un demi-grand axe de 2,89 UA, une excentricité de 0,05 et une inclinaison de 3,1° par rapport à l'écliptique.

## Compléments